# Transportarbetarnas arbetslöshetskassa
Transportarbetarnas arbetslöshetskassa (Transports a-kassa) är en a-kassa som administrerar utbetalningar av ersättningar till sina medlemmar vid arbetslöshet. A-kassan administrerades fram till 2004 av Transportarbetareförbundet men är nu en egen organisation. 
I början av 2024 har Transports a-kassa drygt 98 000 medlemmar, vilka är verksamma inom bland annat: privata åkeri- och transportsektorerna, taxi, försäljning av bensin, olja och bränsle, godsterminaler, stuverier, tidningsdistributörer, bevakningsbranschen, gummiverkstäder, bärgningsbranschen, miljöarbetare med flera.
Transports a-kassa är en medlemsorganisation med myndighetsutövning. Det innebär att när det fattas beslut om ersättning eller medlemskap så fattas detta enligt Lagen om arbetslöshetsförsäkring (ALF) och Lagen om arbetslöshetskassor (LAK). Övervakande myndighet är Inspektionen för arbetslöshetsförsäkringen (IAF),
A-kassan har ca 40 anställda och huvudkontoret är i Stockholm. Handläggning av ersättnings- och medlemsärenden sköts i huvudsak av lokalkontor som finns i Umeå, Gävle, Karlstad, Jönköping, och Kristianstad.